# Alexandra Duff
Pour les articles homonymes, voir Alexandra du Royaume-Uni et Duff.
Alexandra Victoria Alberta Edwina Louise Duff, duchesse de Fife et princesse de Connaught, est née à Londres, au Royaume-Uni, le 17 mai 1891 et morte dans cette même ville le 26 février 1959. Petite-fille du roi Édouard VII du Royaume-Uni et épouse du prince Arthur de Connaught, elle officie comme infirmière durant la Première Guerre mondiale et publie des mémoires.

## Origines et enfance
Le père d'Alexandra, Alexander Duff, sixième comte de Fife, est élevé au titre de duc de Fife et marquis de Macduff dans la pairie du Royaume-Uni en 1889, deux jours après son mariage avec la princesse Louise du Royaume-Uni, fille aînée du prince Albert Édouard, futur Édouard VII. 
Alexandra est née à East Sheen Lodge, Richmond le 17 mai 1891. Après dix ans de mariage et la naissance, en 1893, de Maud, il devient clair que le couple n'aura pas d'autres enfants, si bien que le duché et marquisat de Fife risquent de s'éteindre puisque seul un héritier mâle peut hériter de ces titres. Le 24 avril 1900, la reine Victoria octroie donc à Alexander Duff un second duché de Fife, ainsi que le comté de Macduff, en stipulant que ces deux titres reviendraient à leurs filles par ordre de naissance et à leurs héritiers mâles patrilinéaires dans le même ordre si aucun fils ne naissait de son union avec sa petite-fille.
En tant que petite-fille en ligne féminine du monarque britannique, Alexandra n'a pas droit au titre de princesse ni au prédicat d'altesse royale. Au lieu de cela, elle est appelée Lady Alexandra Duff, en tant que fille d'un duc, même si elle est en cinquième position dans l'ordre de succession au trône britannique au moment de sa naissance. Alexandra et sa sœur ont une position unique au sein de la famille royale britannique, du fait qu'elles descendent à la fois de Guillaume IV, par sa liaison avec Dorothea Jordan, et de sa nièce, la reine Victoria, qui lui a succédé en l'absence d'héritier légitime.
Elle est baptisée en la Chapelle royale du palais Saint James le 29 juin 1891 par l'archevêque de Cantorbéry, Edward White Benson. Ses parrains et marraines sont la reine Victoria et le prince et la princesse de Galles.

## Princesse Alexandra

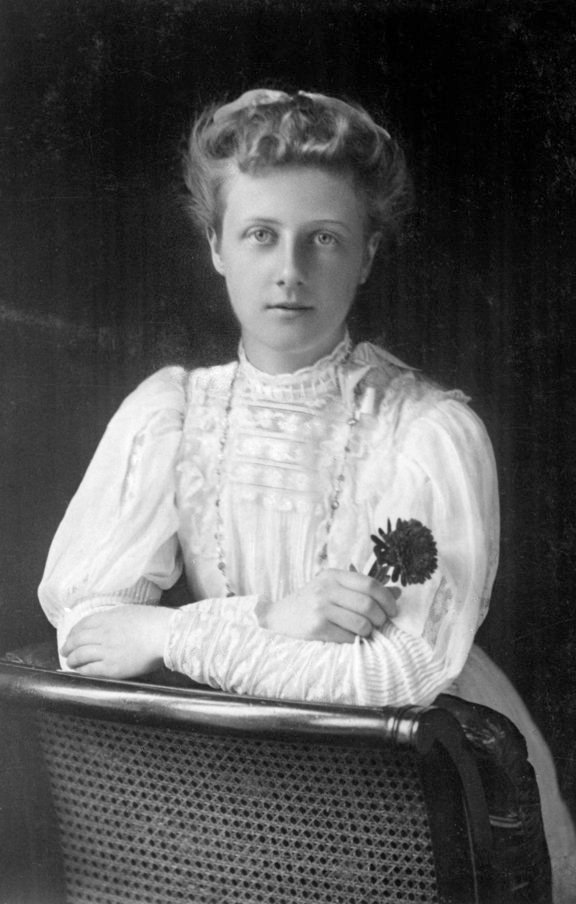
La princesse Alexandra en 1910.

Le 9 novembre 1905, le roi Édouard VII nomme Louise, sa fille aînée, princesse royale. Par la suite, il ordonne qu'elle et sa sœur reçoivent le titre d'altesse et de princesses. À partir de ce moment-là, la princesse Alexandra tient son titre et son rang non pas par son père mais par décret royal émis par le souverain.
Aux alentours de 1910, Alexandra et le prince Christophe de Grèce, fils de Georges Ier, roi des Hellènes, se fiancent en secret. Leur engagement est rompu dès que leurs parents apprennent la nouvelle. Le père du prince Christophe étant un frère de la grand-mère maternelle d'Alexandra, le couple plein d'espoir se trouve être cousins germains et l'Église orthodoxe prohibe le mariage.
À la mort de son père en 1912, elle lui succède comme duchesse de Fife.

## Mariage

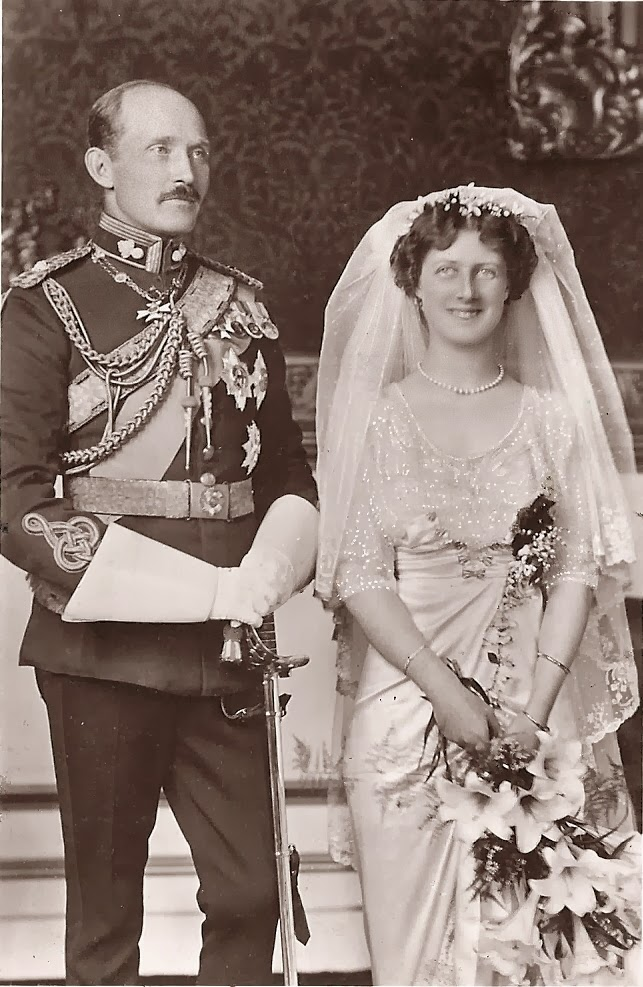
Le prince Arthur de Connaught et la princesse Alexandra de Fife le jour de leur mariage.

Le 15 octobre 1913, la princesse Alexandra épouse son cousin le prince Arthur de Connaught en la chapelle royale du palais Saint James, Londres.
Ses demoiselles d'honneur sont :
- La princesse Mary du Royaume-Uni, fille du roi George V ;
- Les princesses Mary et Helena de Teck, filles du prince Adolphus de Teck ;
- La princesse Mary de Teck, fille du prince Alexander de Teck et de la princesse Alice d'Albany ;
- La princesse Maud, sœur de la mariée

Le prince Arthur de Connaught est le seul fils du duc de Connaught et Strathearn, troisième fils de la reine Victoria. Le duc de Connaught étant un frère du grand-père maternel d'Alexandra, ils sont donc cousins issus de germains.
Après leur mariage, Alexandra devient « Son Altesse Royale la princesse Arthur de Connaught » puisque la coutume voulait que l'épouse partage le nom et le titre de son mari.
Avec son époux, Alexandra effectue quelques missions royales pour le compte de son oncle, le roi George V, et plus tard également pour le compte de son cousin, le roi George VI. Elle est en outre conseillère d'État entre 1937 et 1944.

## Carrière d'infirmière
La Première Guerre mondiale donne à la princesse l'opportunité d'embrasser sa vocation pour le métier d'infirmière dans lequel elle fait une belle carrière. En 1915, elle rejoint l'équipe de l'hôpital Sainte-Marie, Paddington, comme infirmière à plein temps et y travaille infatigablement jusqu'à l'armistice. Après la guerre, elle continue sa formation à Sainte-Marie, devenant infirmière diplômée d'État en 1919 et est récompensée d'un premier prix pour un article qu'elle a écrit sur l'éclampsie. Elle officie également à l'Hôpital de la reine Charlotte où elle choisit de se spécialiser en gynécologie et y obtient un certificat de mérite. Durant toutes ces années, la princesse impressionne ses supérieurs par ses capacités techniques et son efficacité sur le terrain.
Lorsque son époux est nommé gouverneur général d'Afrique du Sud, la princesse le seconde habilement et partage sa popularité. Son tact et sa gentillesse lui permettent de se faire beaucoup d'amis parmi les Sud-Africains, en admiration devant son intérêt pour les hôpitaux, la protection de l'enfance et les maternités. Dans tous ces domaines, elle apporte tout son savoir et son expérience personnelle qui lui permettent de faire plusieurs suggestions intéressantes.
À leur retour à Londres en 1923, la princesse reprend sa carrière d'infirmière à l'University College Hospital de Londres où elle est connue sous le nom d'infirmière Marjorie, comme ce fut le cas ensuite au Charing Cross Hospital. À cette époque, elle se spécialise en chirurgie, se montrant compétente, fiable, imperturbable, capable de pratiquer elle-même des interventions simples et de former les stagiaires à leurs missions. Ses contributions à la profession d'infirmière sont reconnues en 1925 lorsqu'elle se voit décerner le badge de la Croix rouge royale par George V.
Le début de la Seconde Guerre mondiale permet à la princesse d'étendre ses compétences d'infirmière. Elle refuse le poste d'infirmière en chef d'un hôpital du pays, préférant apporter son aide au poste de tri des blessés du second hôpital général de Londres. Peu de temps après, elle ouvre la maison de retraite Fife dans Bentinck Street qu'elle équipe, finance et gère personnellement pendant dix ans.
Le 26 avril 1943 son unique enfant, Alastair, duc de Connaught et Strathearn, meurt accidentellement au Canada, c'est pour un elle « un coup terrible et un choc immense ».

## Fin de vie

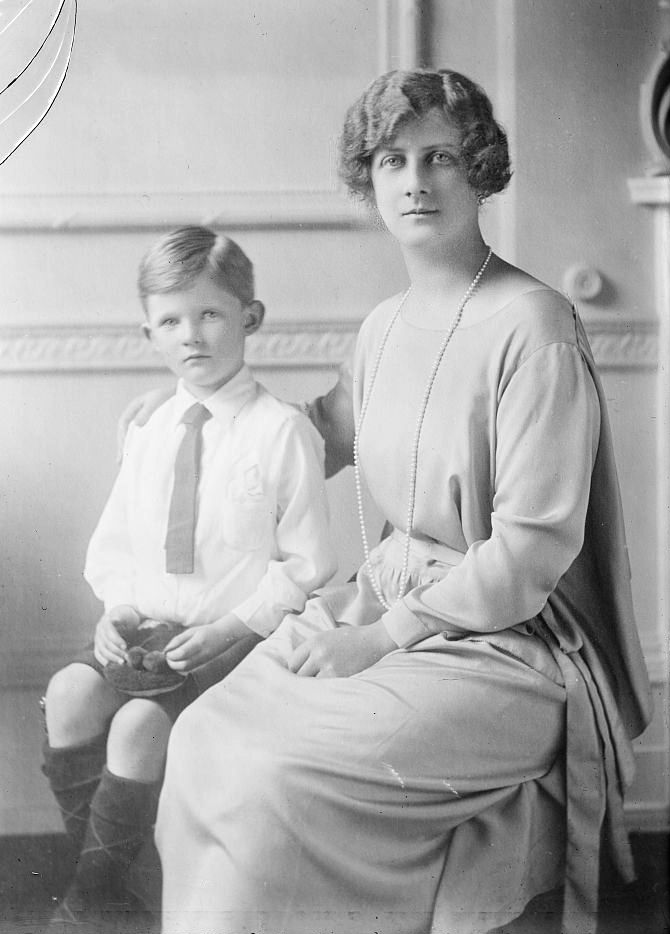
La princesse avec son fils unique, Alastair en 1919/1920.

En 1949, la polyarthrite rhumatoïde dont elle souffre depuis de nombreuses années l'a complètement paralysée. Elle doit se résoudre à fermer la maison de retraite et se retire dans sa demeure située près de Regent's Park où elle écrit deux récits autobiographiques dans un style plaisant et vivant intitulés L'histoire d'une infirmière (1955) et Égypte et Khartoum (1956). Elle est en train de travailler sur un troisième livre sur la chasse au gros gibier en Afrique du Sud quand elle meurt à son domicile londonien le 26 février 1959.
À sa demande, son corps est incinéré et ses cendres sont déposées à la St Ninian's Chapel de Braemar, sur le domaine de Mar Lodge.

## Titulature, honneurs et distinctions

### Titulature
- 17 mai 1891 - 9 novembre 1905 : Lady Alexandra Duff
- 9 novembre 1905 - 29 janvier 1912 : Son Altesse la princesse Alexandra
- 29 janvier 1912 - 15 octobre 1913 : Son Altesse la princesse Alexandra, duchesse de Fife
- 15 octobre 1913 - 26 février 1959 : Son Altesse Royale la princesse Arthur de Connaught, duchesse de Fife

### Distinctions
- Croix rouge royale
- Dame de justice puis dame grand-croix du très vénérable ordre de Saint-Jean
- Ordre de la famille royale d'Édouard VII
- Ordre de la famille royale de George V

#### Nomination militaire honorifique
- Colonel en chef du Corps financier de l'Armée royale

#### Nomination politique
- Conseiller d'État (1937-1944)